# Walter Julius Bloem
Walter Julius Bloem (* 22. Oktober 1898 in Barmen; † 1945 vermisst) war ein deutscher Schriftsteller, der unter dem Pseudonym Kilian Koll bekannt wurde. Bloem war Offizier im Ersten und Zweiten Weltkrieg sowie Mitglied der SS.

## Leben
Walter Julius Bloem wurde 1898 als Sohn des Schriftstellers Walter Bloem, der als Autor vaterländischer Romane große Bekanntheit erreichte, und dessen ersten Ehefrau Margarete Kalähne geboren.
Seit frühester Jugend litt Walter Julius Bloem an einem irreparablen Hörschaden. Dennoch meldete er sich im Alter von 16 Jahren 1915 als Kriegsfreiwilliger im Ersten Weltkrieg an die Front, nachdem er die Forderung seines Vaters erfüllt hatte, zu Ostern 1915 den Übertritt in die Oberprima zu schaffen. Im Krieg wurde er mehrfach ausgezeichnet (Eisernes Kreuz beider Klassen) und war bei Kriegsende Leutnant und Kompaniechef an der Westfront. Er wurde mehrmals verwundet, sein Gehörschaden hatte sich kriegsbedingt so verschlechtert, dass er fast taub war. Nach dem Krieg kämpfte er bis 1919 in einem Freikorps bei Posen gegen polnische Freischärler.
Als er in das Zivilleben zurückkehrte, studierte Bloem Philosophie und wurde zum Dr. phil. promoviert. Nach mehreren Reisen durch Deutschland und Westeuropa ließ er sich schließlich mit seiner Frau als Siedler in Nikolaiken/Ostpreußen nieder.
Bloem begann, schriftstellerisch und dichterisch tätig zu werden. Seine Aufmerksamkeit galt unter anderem dem neuen Medium Film. Unter dem Titel Die Seele des Lichtspiels – Ein Bekenntnis zum Film verfasste er 1922 eine Arbeit, die auch heute noch von Filmtheoretikern anerkannt wird. Um sich von seinem berühmten Vater abzusetzen, legte er sich das Pseudonym Kilian Koll zu.
Daneben entdeckte er die Liebe zum Segelfliegen.
Bloem begrüßte 1933 die „Machtergreifung“ durch Adolf Hitler und sah in ihm den Retter Deutschlands. In seinen Werken verherrlichte er nationalsozialistisches Gedankengut.
Trotz seiner schweren Behinderung gelang es ihm, 1938 als Offizier der Luftwaffe beizutreten. Im Zweiten Weltkrieg flog er im Kampfgeschwader 27 Einsätze im Krieg gegen Polen und Frankreich. Im Mai 1940 wurde er abgeschossen, konnte sich aber mit dem Fallschirm retten. Nach kurzer französischer Gefangenschaft kehrte er nach Deutschland zurück.
Zum 2. Oktober 1944 trat er als SS-Sturmbannführer in die Waffen-SS ein, wo er zuletzt im Mai 1945 in den Schlachten in und um Berlin kämpfte. Er gilt seitdem als vermisst.
Nach Kriegsende wurden mehrere seiner Werke in der Sowjetischen Besatzungszone auf die Liste der auszusondernden Literatur gesetzt.

## Werke
- Seele des Lichtspiels. Ein Bekenntnis zum Film (1922, unter dem Namen Walter Bloem d. J.)
- Tanz ums Licht (1925)
- Das steinerne Feuer (1926)
- Stein wird Staub (1926)
- Motorherz (1927)
- Feuer im Norden (1929)
- Der Mann, der mit dieser Zeit fertig wird (1933)
- Heimkehr in die Mannschaft (1934)
- Luftpiraten. Ein heiterer Fliegerroman (1935)
- Urlaub auf Ehrenwort. Geschichten um den Krieg (1937)
- Andreas auf der Fahrt (1938)
- Die Flügelschlepper. Tagebuch aus einer Segelfliegerschule (1938)
- Festspiel zu Walter Bloems siebzigstem Geburtstag (1938)
- Der Birkenzweig. Lieder (1939)
- Die unsichtbare Fahne (1939; erschien 1940 unter dem Titel Het onzichtbare vendel in niederländischer Übersetzung)

Die Kurzgeschichte Urlaub auf Ehrenwort wurde zweimal verfilmt: Einmal 1937 unter der Regie von Karl Ritter (Darsteller u. a. René Deltgen, Berta Drews, Carl Raddatz und Paul Dahlke). Ein Remake entstand 1955 (Regie: Wolfgang Liebeneiner, Darsteller u. a. Claus Biederstaedt und Paul Esser).